# Гидростатика
Гидроста́тика — раздел физики сплошных сред, изучающий равновесие жидкостей (в частности, в поле тяжести).
Гидростатика — это теория поведения неподвижных жидкостей.
При изучении гидростатики возможно провести некоторые аналогии с теорией упругости, изучающей равновесие твёрдых тел; при этом, в отличие от твёрдого тела, жидкость не оказывает сопротивления сдвиговым напряжениям. Именно поэтому в жидкости не может существовать анизотропии напряжений. Следовательно, вместо многокомпонентного тензора (для твёрдого тела), напряжения в жидкости описываются единственной величиной — давлением. Отсюда вытекает закон Паскаля: давление, оказываемое на жидкость, передаётся жидкостью одинаково во всех направлениях.
Основной закон гидростатики — зависимость давления жидкости от глубины — для несжимаемой жидкости в однородном поле тяготения имеет вид 
{\displaystyle P=\rho gh.}
Из этого закона следует равенство уровней в сообщающихся сосудах. 
Закон Архимеда: на тело, погружённое в жидкость, действует выталкивающая сила 
{\displaystyle F=\rho gV,}
где {\displaystyle \rho } — плотность жидкости, а {\displaystyle V} — объём тела, погруженного в жидкость.
Наглядно представить себе закон Архимеда можно следующим образом. Замена тела помещенного в жидкость на саму эту жидкость ничего не изменит для окружающей тело жидкости. При этом жидкость-заменитель будет невесомой, поскольку она идентична остальной жидкости и иной вес означал бы движение вверх или вниз и возможность получения энергии из ничего. А поскольку жидкость-заменитель «на воздухе» весила бы как раз столько, сколько положено по закону Архимеда, {\displaystyle \rho gV}, то именно этот вес тело, погружённое в жидкость, теряет.
Форма свободной поверхности жидкости определяется комбинацией внешних сил (прежде всего, сил тяготения) и сил поверхностного натяжения. Для больших масс жидкости преобладают силы тяготения и свободная поверхность принимает форму эквипотенциальной поверхности, а при размерах порядка или меньше сантиметра (для пресной воды) определяющими являются капиллярные силы.